# Storia globale

Il diagramma (grafico a corda) mostra i maggiori flussi migratori tra le diverse aree del mondo nel 2020. Ogni flusso collega un luogo di origine e uno di destinazione e ha una lunghezza diversa, che rappresenta la quantità di persone che lo attraversano. La migrazione umana ha modellato la storia globale, favorendo scambi culturali, sviluppo economico e trasformazioni sociali. Dai movimenti preistorici alla colonizzazione e alle migrazioni moderne, ha influenzato confini e identità, generando opportunità ma anche conflitti e sfide.

La storia globale è un campo storiografico che analizza eventi, fenomeni e processi storici su scala mondiale. Questo approccio supera i confini tradizionali della storiografia nazionale, cercando di comprendere le interconnessioni e le influenze reciproche tra diverse regioni del mondo. La disciplina è emersa nel tardo XX secolo come risposta alla crescente globalizzazione e alla necessità di riconsiderare i paradigmi storici tradizionali. Essa pone al centro dello studio temi come le migrazioni, il commercio, la diffusione di idee e tecnologie, e l’impatto ambientale su scala planetaria. La storia globale è complementare ad altri approcci di studio, quali la storia universale, la storia ambientale e la storia comparata che pure tendono a superare l'ottica nazionale tradizionale della storiografia.

## Origini e sviluppo
Gli storici del mondo hanno sempre cercato di formulare grandi idee sintetiche sulla storia dell'umanità, come dimostrano figure di diverse epoche: da Ssu-Ma-Chien e Ibn Khaldun, a Marx e Weber. La storia globale si è sviluppata come disciplina distinta a partire dagli anni '80, influenzata da correnti come la storia sociale, la storia comparata e gli studi postcoloniali.
Tra i precursori vi sono studiosi come William McNeill, autore di The Rise of the West (1963), che analizzò le interazioni tra civiltà nel lungo periodo. McNeil rifletté alcune influenze degli storici Oswald Spengler e Arnold Toynbee, che avevano studiato le civilizzazioni in modo comparato e proposto cicli di crescita e declino. Da Spengler, McNeill riprese l’idea delle civiltà come unità fondamentali dell’analisi storica e la prospettiva macro-storica su vasta scala. Tuttavia, McNeill rifiutò la visione deterministica e ciclica di Spengler, preferendo un modello più aperto e dinamico che privilegia le interazioni tra civiltà come motori principali del cambiamento storico. Criticò anche la tendenza di Spengler a trattare la storia in modo fatalistico, sottolineando invece il ruolo della diffusione culturale e degli scambi materiali. Arnold Toynbee influenzò profondamente McNeill con il suo approccio comparativo alle civiltà e la concettualizzazione delle risposte alle sfide ambientali e sociali. McNeill criticò Toynbee per il moralismo e il teleologismo impliciti nelle sue teorie. McNeill enfatizzò invece le reti di interconnessione – commercio, migrazioni e tecnologia – che superavano i confini culturali e geografici. In questo modo, sviluppò un modello più empirico e materialistico che metteva al centro la cooperazione e il conflitto tra civiltà.
Successivamente, l’opera di Immanuel Wallerstein, The Modern World-System (1974), contribuì a stabilire un quadro teorico basato sull’interdipendenza economica e culturale delle società mondiali. La teoria dei sistemi-mondo emerse come critica alle narrazioni storiche nazionali e eurocentriche, ponendo al centro i processi globali e le interazioni sistemiche.
Parallelamente, critiche significative alla storiografia precedente provenivano dagli studi regionali, dai movimenti postcoloniali e dalla teoria della dipendenza, che attribuivano povertà e arretratezza non a tradizioni locali ma all'integrazione nel capitalismo globale. La microstoria e la storia delle mentalità introdussero prospettive individuali e collettive sfidando le narrazioni macro-storiche precedenti. Gli studi di genere e la svolta linguistica hanno esaminato il ruolo delle identità e dei linguaggi nella costruzione della storia. Gli studi subalterni, nati in India, approfondiscono le storie delle classi marginalizzate, e le critiche postcoloniali hanno messo in discussione l’eurocentrismo e le narrative della missione civilizzatrice occidentale. Questi approcci hanno ampliato la storiografia globale, evidenziando connessioni, interazioni e disuguaglianze storiche.
Alla fine del XX secolo, la storia globale, arricchendosi di queste prospettive, divenne più diversificata, ponendo enfasi su connessioni e integrazioni globali, e cercando di superare idee come civiltà discrete, diffusione europea e narrazioni teleologiche.

## Oggetto di studio e temi
La storia globale può essere classificata in tre approcci principali:
- Storia di tutto: Questo approccio analizza eventi e fenomeni su scala planetaria, cercando una visione completa del passato. Include studi ampi come la "big history", che copre periodi enormi, o storie specifiche su temi come imperi, migrazioni, prodotti commerciali e idee. Questo modello adotta una prospettiva inclusiva, considerando ogni evento potenzialmente rilevante per la storia globale.
- Storia delle connessioni: Si concentra sugli scambi e le interazioni tra società, evidenziando come nessuna civiltà esista in isolamento. Analizza mobilità, commercio, idee e legami diplomatici attraverso reti che vanno da contesti locali a globali. Questo approccio corregge i limiti delle storie che si fermano ai confini nazionali o civili.
- Storia dell'integrazione: Si focalizza su schemi di scambio regolari e duraturi che hanno profondamente influenzato le società. Considera i processi globali che hanno plasmato eventi locali e sistemi mondiali, come capitalismo e imperialismo. Questo approccio contestualizza casi specifici nel più ampio ordine globale, come le trasformazioni storiche condivise da Francia, Giappone e Stati Uniti nel XIX secolo.

Queste tre prospettive cercano di comprendere il passato in modo più completo, superando prospettive isolate favorendo un quadro interconnesso e globale.
Temi molto studiati sono il colonialismo, la schiavitù, la globalizzazione economica e culturale, nonché la diffusione delle epidemie. Ad esempio, Christopher Bayly studiò l'espansione europea dal XV secolo in poi non solo in termini di conquista, ma anche attraverso le reti di scambio e le interazioni culturali con le popolazioni locali. Bayly mostrò un mondo più precocemente globalizzato di quanto comunemente si creda, evidenziando gli effetti a catena di crisi come le rivoluzioni europee e la Guerra Civile americana. Esaminando temi chiave del XIX secolo, come l'industrializzazione e il liberalismo, dimostrò legami tra Asia, Africa e Sud America all'intero contesto mondiale, superando i tradizionali approcci regionali e nazionali.
Negli ultimi anni il rapporto tra storia africana e World History, inizialmente freddo, si è spostato verso un rapporto di impegno e sintesi. Reynolds (2007) indaga il rapporto tra le storie africane e le storie mondiali, ponendo l'accento sulle tensioni tra i paradigmi delle scuole di studio e il crescente interesse per la World History nel porre come oggetto di studio le connessioni e lo scambio oltre i confini regionali. Uno studio più minuzioso sui recenti dibattiti a proposito dei meriti di questi scambi è tuttora in corso. Reynolds vede nel rapporto tra World History e africanistica una misura della natura mutevole della ricerca storica nel secolo scorso.

## Approccio e metodi
La metodologia della storia globale si distingue per il suo approccio transnazionale e comparativo. Gli storici globali utilizzano fonti provenienti da più aree geografiche e periodi storici per individuare connessioni e influenze reciproche. Questo richiede un approccio interdisciplinare, che integra storia economica, antropologia, studi culturali e persino scienze naturali per analizzare fenomeni come il cambiamento climatico storico.
La storia globale nasce dalla necessità di superare i limiti dei metodi storici tradizionali, non più adeguati a spiegare un mondo sempre più interconnesso e globalizzato. Le discipline accademiche, sviluppatesi nell’Europa del XIX secolo, soffrono di due limiti principali: il legame con il nazionalismo, che vede lo Stato-nazione come unità fondamentale di analisi, e un forte eurocentrismo, che presenta l’esperienza europea come modello universale per tutte le società.
La storia globale cerca di superare queste limitazioni, proponendo un approccio inclusivo che studia fenomeni transnazionali come migrazioni, colonialismo e scambi globali. Questo approccio sfida la tradizionale compartimentazione tra storia nazionale e mondiale e promuove una visione più ampia e integrata, volta a comprendere le connessioni e le interazioni che hanno plasmato il mondo moderno. Tuttavia, non si propone come un metodo unico o superiore, ma come uno strumento utile per affrontare specifici temi legati alla mobilità, agli scambi e ai processi globali.
La storia globale può essere definita come un'analisi storica che colloca fenomeni, eventi e processi in un contesto globale. Tuttavia, esistono molteplici approcci simili, come la storia comparativa, transnazionale, mondiale, "big history" e gli studi postcoloniali, che condividono l’obiettivo di analizzare le connessioni storiche. Questi paradigmi spesso si sovrappongono, rendendo difficile distinguere cosa renda unica la storia globale. Il termine è usato in modi diversi nella letteratura, riflettendo sia il suo fascino che la sua mancanza di specificità metodologica.

## Rilevanza attuale
Oggi la storia globale si sta affermando come un movimento con riviste, conferenze internazionali e una crescente comunità di studiosi. Questo boom ricorda il XIX secolo, quando la storia nazionale, e soprattutto la storia politica, dominava la storiografia ed era fortemente influenzata dal contesto politico e culturale, con storici spesso coinvolti nel progetto di costruire l'identità nazionale. I governi e i politici europei promuovevano la creazione di un passato glorioso che unificasse i cittadini attorno a un'identità collettiva, celebrando l’orgoglio nazionale attraverso monografie, manuali e riviste storiche. Tuttavia, gli storici, con l’avanzare della professionalizzazione, adottarono approcci scientifici e metodologici più rigorosi e si allontanarono col tempo da visioni idealizzate della storia. Questo processo portò alla nascita di una storia più obiettiva, anche se inizialmente modellata da fini nazionalistici.
Allo stesso modo, in un mondo globalizzato, la storia globale oggi si afferma come una disciplina autonoma, con caratteristiche proprie. Il boom della storia globale è legato all’interesse per i processi globali dopo la Guerra Fredda e l’11 settembre 2001, che ha spinto a studiare le origini della globalizzazione. In paesi con società di immigrati, come gli Stati Uniti, è nata la necessità di una storia più inclusiva, superando le narrazioni nazionali tradizionali. Anche la rivoluzione digitale degli anni '90 ha trasformato la storia, facilitando gli scambi internazionali tra storici e portando nuove prospettive grazie alla diversità di voci. La sfida per la storia globale è quella di superare pregiudizi eurocentrici o visioni semplificate.

## Critiche
Nonostante la sua diffusione, la storia globale è stata criticata per il rischio di semplificare eccessivamente i fenomeni storici o di trascurare le specificità locali. La storia globale amplia la comprensione delle connessioni storiche, ma rischia di trascurare le azioni locali, le disuguaglianze di potere e la complessità del passato. Privilegiando la mobilità e le connessioni, può appiattire la narrazione storica, ignorando il ruolo di conflitti, i fenomeni di sfruttamento, la dimensione politica e le condizioni umane più statiche e meno prone a globalizzarsi e connettersi.

## Organizzazione
L'avvento della World History come nuovo metodo accademico di studio della storia viene fatto risalire al 1980, anno in cui venne annunciata la creazione dell'associazione omonima e vennero inaugurati corsi in svariate università. Durante i decenni successivi le pubblicazioni scientifiche, le organizzazioni professionali e accademiche e i corsi dedicati hanno proliferato in tutto il mondo, sebbene sia prevalentemente una scuola di studio statunitense.
L'associazione omonima pubblica trimestralmente il Journal of World History e promuove il gruppo di discussione, che funge da rete di comunicazione tra i professionisti che si occupano di quest'approccio, con discussioni tra studiosi, e comprende annunci, piani di studio, bibliografie e recensioni.
La società internazionale per lo studio comparativo delle società aiuta e approfondisce la World History dal punto di vista della comparazione delle società del mondo. È nata nel 1961 a Salisburgo anche grazie alla partecipazione di nomi quali Othmar Anderlie, Pitirim Sorokin, e Arnold Toynbee: si tratta di un'associazione internazionale che pubblica la rivista "Comparative Civilization Review" e ospita annualmente un incontro in una città del mondo.

### Insegnamento

#### Stati Uniti
Negli Stati Uniti, la World History ha sostituito i corsi di civiltà occidentale ed è oramai ampiamente insegnata nella maggior parte delle università statunitensi.

#### Italia
In Italia a partire dall'anno accademico 2019-2020 è stato istituito un corso ordinario, destinato agli studenti neodiplomati, nonché corso di dottorato, dedicato interamente alla storia globale, intitolato "Global History and Governance" presso la Scuola Superiore Meridionale  Archiviato il 12 gennaio 2021 in Internet Archive. di Napoli. Insegnamenti di World History (da vari cfu) sono ormai inseriti nella maggior parte dei corsi di laurea dedicati allo studio della Storia e delle scienze politiche e sociali.

## Storici celebri
- Immanuel Wallerstein
- Christopher Bayly
- Philip D. Curtin
- William McGaughey
- William H. McNeill
- McNeill, Robert, e William H. McNeill
- Patrick Manning
- Carroll Quigley
- Peter Stearns
- Sebastian Conrad